# حماس العراق
حماس العراق أو (حركة المقاومة الإسلامية في العراق، وتسمى اختصاراً حماس العراق) هي حركة إسلامية سياسية مسلحة تنتمي لجماعة الإخوان المسلمون في العراق وتعتبر جناحها العسكري، تأسست عام 2003م بعد الغزو الأمريكي للعراق بهدف مقاومة الإحتلال الأمريكي وتحرير العراق، وتنتشر في بغداد والأنبار وصلاح الدين وديالى والموصل،
لها موقع ويب على شبكة الإنترنت باسمها، ومنتدى فعال باسم: (رواد المعالي). ولكنها تختلف وفق بياناتها المتكررة مع توجهات الحزب الإسلامي العراقي.
ساهمت مع حركة الجيش الإسلامي وأربع فصائل أخرى بتشكيل الواجهة السياسية لما يطلق عليه البعض اسم المقاومة العراقية (المجلس السياسي للمقاومة العراقية).

## تاريخ
كانت الحركة تحت عنوان (المقاومة الإسلامية الوطنية بجناحها العسكري كتائب ثورة العشرين) وكان ذلك في منتصف عام 2003 ثم ارتأت القيادة إلى تغيير الاسم في عام 2005 إلى حركة المقاومة الإسلامية وأبقت الجناح العسكري بذات العنوان، ومن ثم ولأسباب إدارية ارتأت أغلبية المجاهدين أن يكونوا تحت راية حركة المقاومة الإسلامية وبمختصرها حماس – العراق وأن يكون لهم جناح عسكري غير كتائب ثورة العشرين فاختارت القيادة كتائب الفتح الإسلامي جناحًا عسكريًّا لحماس - العراق وكان ذلك في 26 مارس 2007.

## تعريف الحركة
تصف الحركة نفسها كحركة مقاومة إسلامية عراقية، وترفع رايتها بالآية القرآنية: ((إِنَّا فَتَحْنَا لَكَ فَتْحاً مُّبِيناً))، سورة الفتح. ومنها اشتق اسم جناحها العسكري (كتائب الفتح الإسلامي).
وهي حركة لا تختلف مع الحزب الإسلامي العراقي في أصول الدعوة وانما تختلف معه في فروع العمل الجماعي في العراق اما المبدء والتوجه والفكر فهو واحد هو فكر جماعة في العراق وهي جزء من الحركة الإسلامية العالمية التي تدعي اعتمادها الوسطية والاعتدال، والتي تسعى للنهوض بالأمة في كل مجالات الحياة وتحرير إرادتها من كل أشكال الهيمنة الخارجية وهي تابعة لجماعة الاخوان المسلمين في العراق.
وتقود الحركة مشروعاً سياسياً شاملاً في العراق يهدف إلى تحرير العراق والحفاظ على وحدته وهويته العربية والإسلامية، وأهدافها المعلنة في هذه المرحلة هي الجهاد والتحرير من الغزو الأمريكي للعراق.

## البرنامج السياسي
أصدرت حماس في العراق برنامجًا سياسيًا في أبريل 2007 يتضمن بعض البنود التالية:
- «تؤمن الحركة بالجهاد المسلح كوسيلة لطرد المحتل، وتدعو الرأي العام والأجهزة والمؤسسات الدولية إلى احترام هذا الحق... لكل الشعوب في مقاومة الاحتلال، والتمييز بين ذلك وبين الجرائم المسلحة التي تستهدف الأبرياء. المدنيين».[2]
- «نحن نؤمن بربط ضروري بين الجهود العسكرية والعمل السياسي كأداتين متعاونين لتحقيق أهداف المقاومة من أجل التحرير والخلاص ومنع الحركات المتطرفة من جني ثمار المقاومة».
- ونؤكد على ضرورة استمرار القتل حتى خروج اخر جندي من جيوش الاحتلال وعدم التفاوض مع العدو الا باتفاق فصائل الجهاد والمقاومة العراقية وفي ظل الظروف والظروف المناسبة."

في يوليو 2007، ذكرت صحيفة الغارديان أن المجموعة شاركت مع مجموعات متمردة أخرى في تحالف يسمى المجلس السياسي للمقاومة العراقية، والذي يضم مجموعة من الجماعات الإسلامية والقومية التي تم تشكيلها للتفاوض مع الأمريكيين تحسبا لحدوث الانسحاب الأمريكي المبكر. تضمنت المحاور الرئيسية للبرنامج السياسي المشترك الالتزام بتحرير العراق من القوات الأجنبية، ورفض التعاون مع الأطراف المشاركة في المؤسسات السياسية التي أقيمت في ظل الاحتلال، وإعلان بطلان القرارات والاتفاقيات التي اتخذها الاحتلال الأمريكي والحكومة العراقية."

## وصلات خارجية
- الموقع الرسمي للحركة
- موقع رواد المعالي التابع للحركة
- عضو المكتب السياسي لحماس العراق: أحمد الحامد: نحمل فكر الإخوان إلا أننا مستقلون بقرارنا، إسلام أون لاين، 20 يناير 2009 م
- حماس العراق :إن تنظيم القاعدة قتل كثيراً من قادة الحركة على يوتيوب، قناة الجزيرة، يوتيوب، 30 سبتمبر 2007